# Pinocchio's Daring Journey
Pinocchio's Daring Journey ou Les Voyages de Pinocchio est une attraction de type parcours scénique des parcs de Disneyland, Tokyo Disneyland et Parc Disneyland. Elle est située dans Fantasyland et est basée sur le second film des studios Disney, Pinocchio sorti en 1940.

## Historique
L'histoire de l'attraction débute en 1976 lorsqu'il fut décidé de rénover Fantasyland et de remplacer le Fantasyland Theater. Les véhicules devaient avoir l'apparence des jouets créés par Geppetto. L'attraction vit d'abord le jour dans le nouveau parc de Tokyo Disneyland. Toutefois, l'attraction de Disneyland fut ouverte quelques semaines plus tard 1983. Le Fantasyland Theater accueillit brièvement l'attraction Magic Journeys.
Cette attraction est la première de Disney à utiliser une technologie d'holographie notamment dans la scène de la transformation des garçons en ânes sur l'île des plaisirs.

## Description
Les visiteurs montent à bord d'une voiture en bois et découvrent le spectacle de marionnettes de Stromboli. Pinocchio se met à danser et chanter avec le duo de marionnettes jusqu'à ce que la voiture passe au travers de la scène de marionnettes. Stromboli est sur le point de mettre Pinocchio dans une cage tandis que Jiminy Cricket crie: « Attention! ». Ensuite, la voiture passe par Pleasure Island et à travers toutes les choses amusantes qui s'y trouvent. Petit à petit des transformations s'opèrent jusqu'à ce que Lampwick devienne un âne. Le Cocher utilise ensuite son fouet pour punir les enfants et les mettre dans des caisses en bois à destination des mines de sel. La scène suivante montre un écriteau « mer » et des mouettes apparaissent suivies par Monstro. L'étoile du soir apparaît tandis que la version instrumentale de "When You Wish Upon a Star" se fait entendre. Puis, Pinocchio se transforme en un vrai petit garçon et les objets s'animent dans l'atelier de Gepetto.

## Les attractions
L'attraction n'a pas été construite en Floride, Hong Kong et à Shanghai.

### Tokyo Disneyland
L'attraction est la première attraction Disney qui est d'abord apparue dans un parc non-américain car la première mondiale eut lieu au Japon. Le concept avait toutefois été prévu pour Disneyland en Californie. La consœur californienne ouvrit quelques semaines plus tard. 
- Ouverture : 15 avril 1983 (avec le parc)[2]
- Conception : WED Enterprises
- Capacité de véhicule : 4 par train
- Durée : 2 min 30
- Type d'attraction : parcours scénique
- Situation : 35° 37′ 52″ N, 139° 52′ 50″ E

### Disneyland
L'attraction a été construite à partir de 1976 pour la rénovation de Fantasyland en 1983. C'est la copie conforme de celle de Tokyo qui, bien qu'ouverte auparavant, n'est que la réutilisation du concept de Disneyland.
- Ouverture : 23 mai 1983[2]
- Conception : WED Enterprises
- Capacité de véhicule : 4 par train
- Durée : 2 min
- Type d'attraction : parcours scénique
- Situation : 33° 48′ 48″ N, 117° 55′ 09″ O
- Attraction précédente :
  - Mickey Mouse Club Theater 1955-1964
  - Fantasyland Theater 1964-1983

### Parc Disneyland
L'attraction est une copie de ses consœurs japonaise et californienne.
- Ouverture : 12 avril 1992 (avec le parc)
- Autre nom : Les Voyages de Pinocchio (ou "Pinocchio's Fantastic Journey")[2]
- Conception : Walt Disney Imagineering
- Capacité de véhicule : 6 par train
- Durée : 2 min
- Type d'attraction : parcours scénique
- Situation : 48° 52′ 25″ N, 2° 46′ 30″ E